# Rághib an-Našášíbí
Rághib an-Našášíbí (arabsky راغب النشاشيبي‎, hebrejsky: ראע׳ב נשאשיבי, žil 1881–1951) byl palestinský arabský politik a starosta Jeruzaléma pod mandátní britskou správou v období od roku 1920 do roku 1934. Zakladatel Strany národní obrany.

## Biografie
Narodil se v roce 1881 v Jeruzalémě. Byl představitelem vlivné jeruzalémské rodiny Našášíbí. Absolvoval inženýrská studia na Istanbulské univerzitě a stal se okrskovým inženýrem pro oblast Jeruzaléma. Po celý život byl politickým a společenským oponentem další významné jeruzalémské rodiny, al-Husajní, z jejíchž řad pocházel i pozdější muftí Jeruzaléma Amín al-Husajní. V roce 1914 byl zvolen do tureckého parlamentu v Instanbulu. Zastupoval Jeruzalém v tomto zákonodárném sboru i během první světové války. Zároveň řídil oddělení veřejných prací. V roce 1919 se zapojil do národních arabských politických aktivit a byl toho roku delegátem Všesyrského kongresu. Pak se vrátil do Jeruzaléma, kde se na téměř 15 let stal starostou, přičemž v této funkci vystřídal Musu al-Husajniho. Nástup do funkce usnadnilo i to, že další významný předák rodu al-Husajní, Amín al-Husajní tehdy po nepokojích v Palestině 1920 spolu s Arefem al-Arefem uprchl do Sýrie.
Post starosty obhájil jako kandidát muslimských Arabů v komunálních volbách konaných 5. dubna 1927, v nichž zvítězil. Židé tvořili sice většinu populace, ale kandidáta na starostu nominovat nemohli). Místostarosty se stali Chajim Salomon (představitel židovské komunity) a Jakub Faradž (arabský křesťan).
Byl předákem Arabské národní strany založené roku 1923. V roce 1934 založil Stranu národní obrany. Zastupoval politické zájmy palestinských Arabů. Byl například členem delegace, která o státoprávním uspořádání Palestiny jednala v březnu 1930 v Londýně. V roce 1936 zasedl za Stranu národní obrany ve Vysokém arabském výboru, ale pak se z něj stáhl. Šlo o období arabského povstání v Palestině. Nebyl jednoznačným odpůrcem rozdělení Palestiny na židovský a arabský stát, ale ve 40. letech 20. století nevyvíjel politické aktivity.
Až v srpnu 1949 byl jmenován ministrem Jordánska pro uprchlíky a v září 1949 se stal prvním generálním guvernérem Arabské Palestiny (částí mandátní Palestiny dobytých Jordánskem – tedy Západní břeh Jordánu). V roce 1950 se stal jordánským ministrem zemědělství a později ministrem dopravy. Byl také pověřen funkcí kustoda svatých míst v Jeruzalému, což byl post na ministerské úrovni. Zemřel v lednu 1951.